# إشعاع موجة قصيرة
إشعاع الموجة القصيرة هي طاقة مشعة ذات أطوال موجية في الأطياف المرئية والأشعة فوق البنفسجية والأشعة تحت الحمراء. كما أنه لا يوجد قطع قياسي لنطاق الأشعة تحت الحمراء القريبة؛ لذلك، يُعرف نطاق إشعاع الموجات القصيرة أيضًا بشكل مختلف. ويمكن تعريفه على نطاق واسع ليشمل جميع الإشعاعات ذات الطول الموجي 0.1 ميكرومتر و 5.0 ميكرومتر أو تعريف ضيق بحيث يشمل فقط الإشعاع بين 0.2 ميكرومتر و 3.0 ميكرومتر.
هناك القليل من تدفق الإشعاع (من حيث W / m2) على سطح الأرض أقل من 0.2 ميكرومتر أو أعلى من 3.0 ميكرومتر، على الرغم من أن تدفق الفوتون لا يزال مهمًا بقدر 6.0 ميكرومتر، مقارنة بتدفقات الطول الموجي الأقصر. تمتد أشعة UV-C من 0.1μm إلى .28μm ، UV-B من 0.28μm إلى 0.315μm ، UV-A من 0.315μm إلى 0.4μm، الطيف المرئي من 0.4μm إلى 0.7μm، و NIR يمكن القول من 0.7μm إلى 5.0 ميكرومتر، وبعدها تكون الأشعة تحت الحمراء حرارية.
يتميز إشعاع الموجة القصيرة عن إشعاع الموجة الطويلة. إشعاع الموجة القصيرة الهابط حساس لزاوية ذروة الشمس وغطاء السحب.